# Mi amor sin tiempo
Mi amor sin tiempo là một telenovela của México do Carlos Moreno sản xuất cho TelevisaUnivision. Nó dựa trên telenovela Tres mujeres năm 1999, do Martha Carrillo và Cristina García tạo ra. Bộ phim có sự tham gia của Karla Esquivel, Andrés Baida, Leticia Calderón, Juana Arias, Mane de la Parra và Alejandro Camacho. Nó được phát sóng trên Las Estrellas từ ngày 15 tháng 7 đến ngày 1 tháng 11 năm 2024.

## Diễn viên
- Karla Esquivel trong vai Fátima
- Andrés Baida trong vai Sebastián
- Leticia Calderón trong vai Greta
- Juana Arias trong vai Bárbara
- Mane de la Parra trong vai Daniel
- Karyme Lozano trong vai Renata
- Alejandro Camacho trong vai Federico
- Michael Ronda trong vai Adrián
- Yolanda Ventura trong vai Lucía
- Luz María Jerez trong vai Ana
- Alma Delfina trong vai Jesusa
- Eric del Castillo trong vai Álvaro
- Federico Ayos trong vai Pablo
- Mauricio Abularach trong vai Mario
- Damiana Bej trong vai Triana
- Andrea de Fátima trong vai Brenda
- Denia Agalianou trong vai Carla
- Alejandra Andreu trong vai Verania
- Paola Toyos trong vai Genoveva
- Julia Argüelles trong vai Carolina
- Rafaella Gavira Bigorra trong vai Macarena
- Claudia Zepeda trong vai Maricruz
- Raquel Morell trong vai Maggie
- Laura Luz trong vai Carmen
- María Marcela trong vai Sara
- Roberto Mateos trong vai José
- Ian Andrade trong vai Remigio
- José Elías Moreno trong vai Gonzalo
- Michel Duval trong vai Claudio Altamirano